# Crepidula moulinsii
Crepidula moulinsii is een slakkensoort uit de familie van de Calyptraeidae. De wetenschappelijke naam van de soort werd in 1829 voor het eerst geldig gepubliceerd door Michaud.